# Igreja de Nossa Senhora dos Remédios (Cabo Carvoeiro)

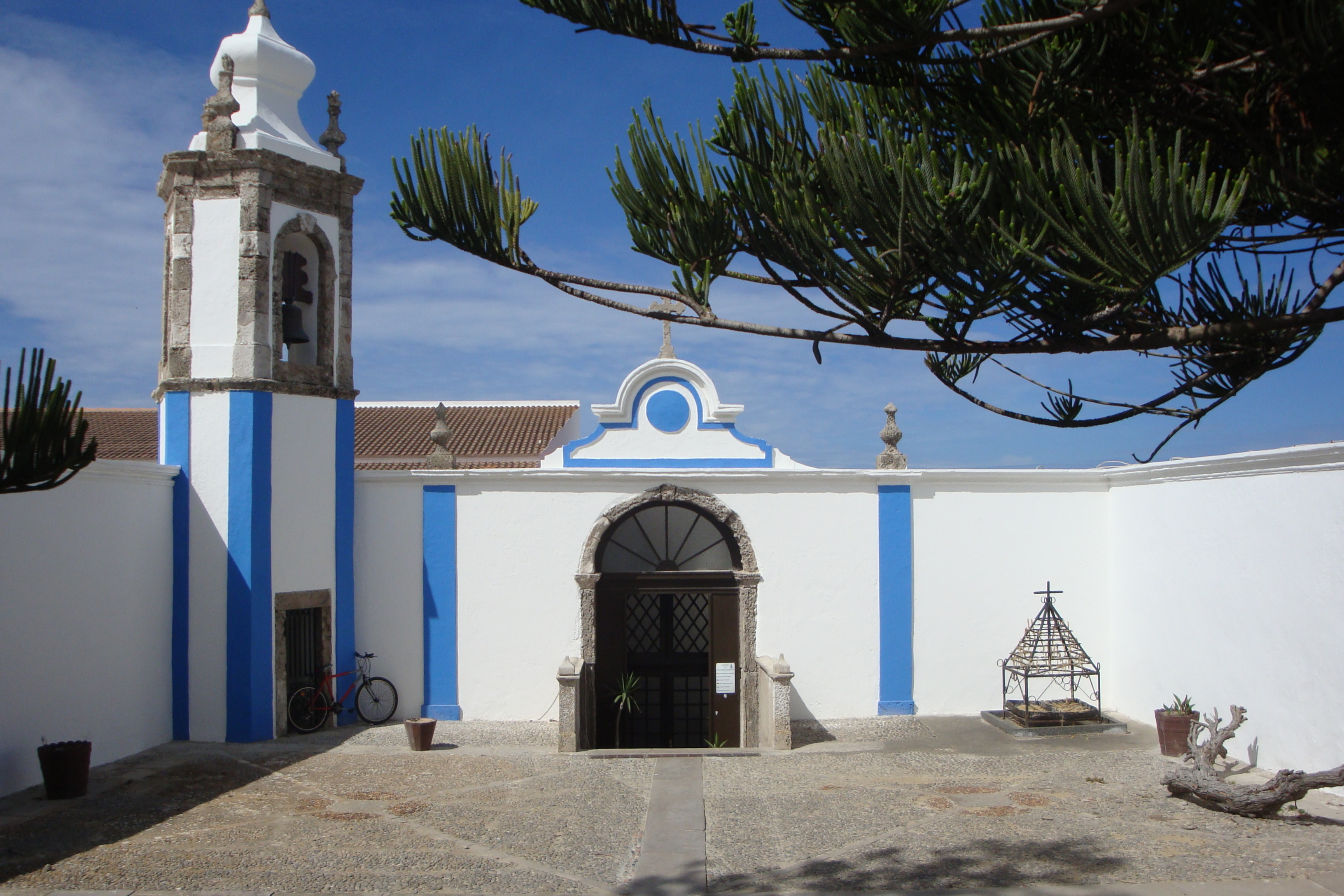
Santuário de Nossa Senhora dos Remédios

A Igreja de Nossa Senhora dos Remédios, também referida como Ermida de Nossa Senhora dos Remédios e Santuário da Senhora dos Remédios, localiza-se junto à costa, próximo ao cabo Carvoeiro, na Ajuda, na freguesia e no Município de Peniche, região Oeste portuguesa.

## História
Embora se desconheça em que época foi edificado, acredita-se que a atual estrutura remonte ao século XVII.
De acordo com a tradição local, o culto a Nossa Senhora dos Remédios remonta ao século XII, período em que uma imagem da Senhora terá sido encontrada em uma caverna, sendo nela, talhada na rocha, a primitiva ermida. Sobre esse local, ergue-se hoje, o atual templo. Nele destacam-se azulejos evocando alguns episódios da vida de Nossa Senhora.

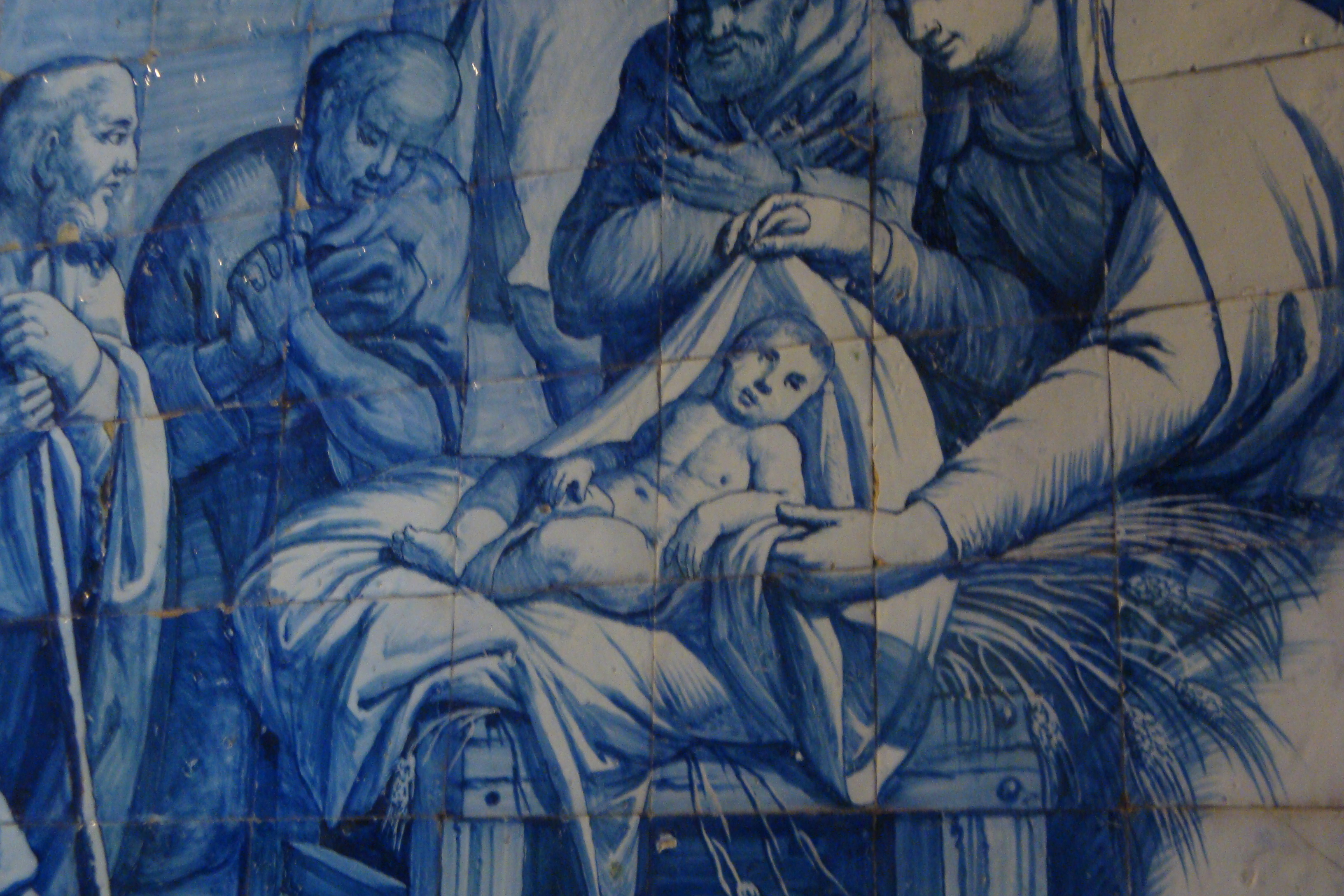
Azulejo no Santuário de Nossa Senhora dos Remédios

O local atrai grande número de devotos a uma festa religiosa que se realiza, anualmente, em outubro.
Encontra-se classificada como imóvel de interesse público desde 1996.